# Pikkely (heraldika)
Névváltozatok: 
halpikkely

de: Schuppenfeh, en: scaly

Rövidítések

A pikkely a címertanban ritkán előforduló prémfajta. A heraldikai borítások részeként a bundabőrök közé tartozik. Rokona a pillangópikkely. A pikkely az európai heraldikában már a 13. században előfordul.

## A szó eredete
A pikkely a heraldikában valószínűleg a halpikkelyből származik. A halbőr (de: Fischfell) egykor Európa-szerte elterjedt bőrféleség volt, melyet ruházati és berendezési célra is használtak. Híresek voltak Marie Antoinette rájabőr (de: Rochenleder) ajándékdobozai.
A magyar capa (1543) 'halbőr, pikkelyesre, szemcsésre, rögösre megmunkált ló-, szamár- vagy disznóbőr' (de: Chagrin), melynek eredete és jelentése valószínűleg összefügg a cápával. Mivel bizonyos tárgyakat capával vontak be, a 'burkolat, beborítás' jelentésből kialakult a 'takaró' jelentés is. Ez valószínűleg a régi bajor-osztrák zappeleder, zapp 'cápabőr' szóból származik. A cápa a régi capa 'chagrinbőr' szóval lehet azonos, mert e bőrfajtát a cápa bőréből készítik. A heraldikai halpikkely tehát valószínűleg a cápabőrre megy vissza.

## A heraldikai pikkely

Fordított pikkely (de: Silber-roter Sturzschuppenfeh)

A halbőr (de: Fischhaut) vagy halpikkely (de: Schuppenfeh) különféle színű, pikkelyszerű ritka heraldikai minta. A magyar heraldikában is kivételes, talán csak Mátyás király pavesejenek keretén található meg. A halpikkelyes minta egyik változata viszont gyakran látható a református kelyheken, minden egyes pikkely közepén egy-egy ponttal.